# Urophyllum argenteum
Urophyllum argenteum là một loài thực vật có hoa trong họ Thiến thảo. Loài này được Pit. miêu tả khoa học đầu tiên năm 1923.